# Paulense Desportivo Clube
El Paulense Desportivo Clube es un equipo de fútbol de Cabo Verde, de la localidad de Vila das Pombas del municipio de Paul. Juega en el campeonato regional de Santo Antão Norte.
Dispone de una sección de voleibol femenino.

## Estadio

### Años 2010
Durante esta década es cuando el club logra más campeonatos regionales, un total de cuatro, y a nivel nacional logra llegar a semifinales en el año 2015 siendo su mejor logro hasta la actualidad.

## Estadio

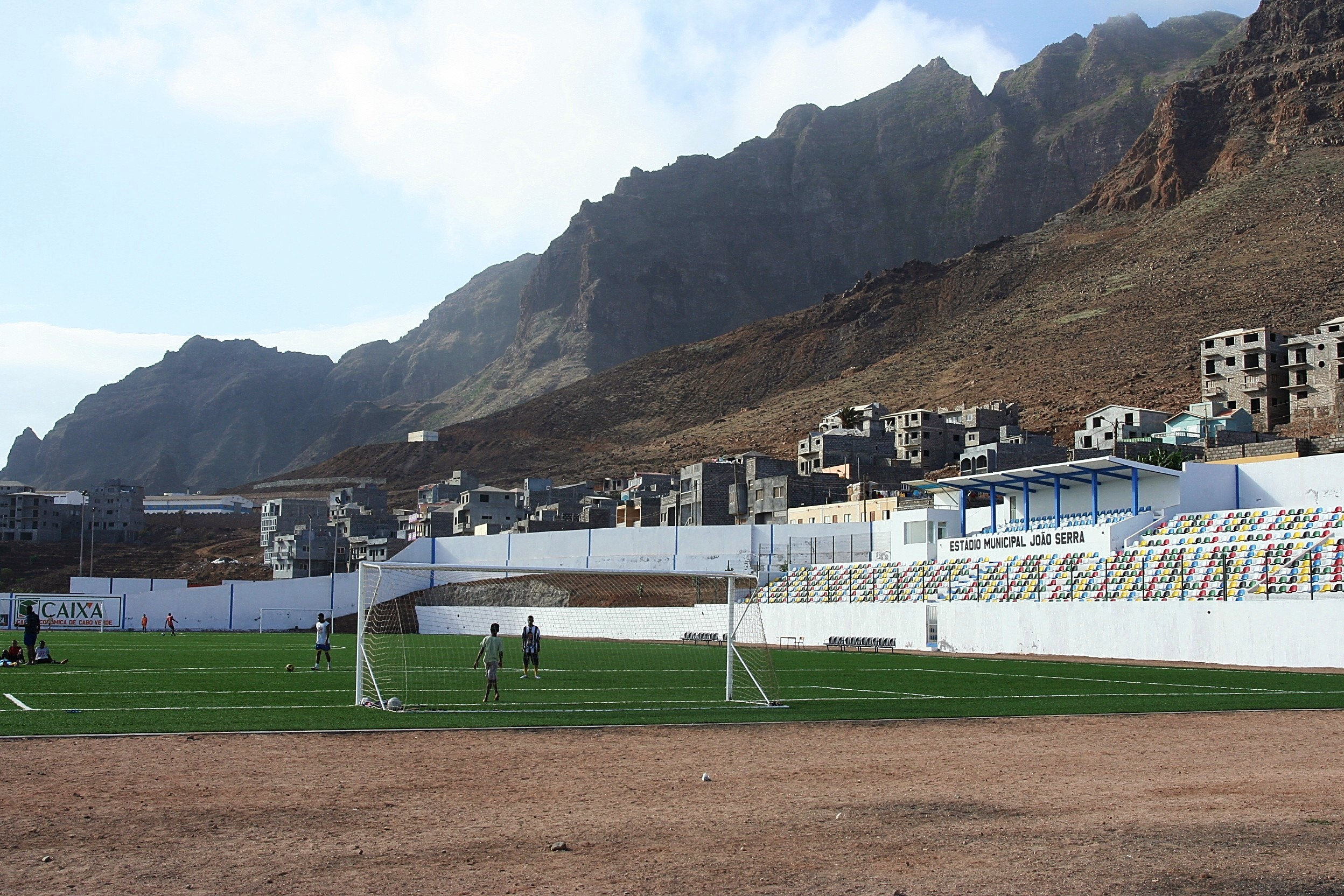
Estadio João Serra

El Paulense juega en el estadio João Serra, el cual comparte con el resto de equipos del campeonato regional de Santo Antão Norte. Tiene una capacidad para 2 000 espectadores.
Los entrenamientos además de realizarlos en este estadio, utiliza el campo de Coqueiral, que es de tierra batida.

## Palmarés
- Campeonato regional de Santo Antão Norte: 7

2002-03, 2003-04, 2004-05, 2011-12, 2013-14, 2014-15 y 2016-17
- Supercopa de Santo Antão Norte: 4

2012, 2013, 2014, 2015
- Copa de Santo Antão Norte: 3

2013, 2015, 2016
- Torneo de Apertura: 3

2011, 2013, 2014

## Otras secciones y filiales
El club dispone de un equipo femenino de voleibol.